# Фелек ап Мерион
Фелек ап Мерион (корн. Felec ap Merion; умер в 525) — король Лионессе (490—525).

## Биография
Фелек был приёмным сыном короля Корнубии Мериона ап Константина. Он правил западной частью Корнубии и островами Лионессе.
Иногда Фелека ассоциируют с корнуоллским святым Феликсом, которому посвящена церковь в Филлаке (около Хэйла).
Король Фелек упоминается только в валлийском эпосе. В 525 году ему наследовал его сын Мелиодас.